# Marko Glass
Marko Glass, pseudonimo di Paul Robert Adomnitei (Botoșani, ...), è un rapper rumeno.

## Biografia
Inizia a fare musica sin da giovane, lasciando il college a Londra per dedicarsi alla sua carriera da rapper. Raggiunge una certa notorietà nel 2019 con l'EP Versalingo, ma soprattutto grazie a Bando, il primo di una serie di EP realizzati con il collega Bvcovia. Il 5 marzo 2021 pubblica l'album Markat, in cui collabora con rapper come Nane e Oscar.
Il suo terzo album, dal titolo Mixed Feelings, esce il 21 febbraio 2025, e contiene collaborazioni con artisti come Bvcovia, Sapte, Candiboii, Deliric, Ian, Sami G e Petre Ștefan.
Prima di fare il rapper, ha lavorato per un anno come cassiere in un supermarket Tesco a Londra, smise perché non faceva per lui.

## Discografia

### Album in studio
- 2018 – Sainted?
- 2021 – Markat
- 2025 – Mixed Feelings

### EP
- 2019 – Versalingo
- 2020 – Bando (con Bvcovia)
- 2021 – Bando 2 (con Bvcovia)
- 2021 – Covid Vibes
- 2022 – Bando 3 (con Bvcovia)